# テトラエチルメタン
テトラエチルメタン（英: Tetraethylmethane）は、化学式C9H20で表される分枝アルカンの一種である。ノナンの異性体で、常温では高い可燃性と揮発性を持つ液体である。